# Nemotelus leucorhynchus
Nemotelus leucorhynchus är en tvåvingeart som beskrevs av Costa 1884. Nemotelus leucorhynchus ingår i släktet Nemotelus och familjen vapenflugor.
Artens utbredningsområde är Italien. Inga underarter finns listade i Catalogue of Life.